# Немија
Немија (хебр. נְחֶמְיָה) је мушко хебрејско име које у преводу значи оснажен, смирен од Бога.
Ово име је носио обновитељ Јерусалима који је живео у Персији у време Ахеменидског царства и био пехарник на двору Артаксеркса I. Немијина обнова јерусалимских зидина је описана у Књизи Немијиној Старог завета.